# Blažka Müller
Blažka Müller, slovenska jezikoslovka, prevajalka in voditeljica; *1971.
Blažka Müller je študirala španski jezik in književnost na Filozofski fakulteti ter novinarstvo na Fakulteti za družbene vede Univerze v Ljubljani. Kasneje je končala tudi študij luzitanistike (portugalskega jezika in književnosti) na Univerzi v Zagrebu. Na Univerzi v Ljubljani je doktorirala iz jezikoslovnih ved. Zaposlena je na Filozofski fakulteti Univerze v Ljubljani na Oddelku za romanske jezike in književnosti. Ima naziv docentke. Poučuje moderni portugalski jezik ter raziskuje portugalsko in špansko jezikoslovje. Ukvarja se tudi s prevajanjem literature iz portugalščine in španščine, občasno tudi tolmači.
V preteklosti je delovala kot televizijska voditeljica; vodila je oddajo Periskop ter več kot sedem let oddajo Orion. Po ukinitvi Oriona se je umaknila s televizijskih ekranov. Po umiku iz televizije se je uveljavila v akademskem svetu. Še vedno občasno vodi različne prireditve.

## Zasebno
Poročena je bila z režiserjem  Matjažem Pograjcem, s katerim je bila v zvezi od svojega 16. leta. Imata hčer Stello Danico in sina Luka Leva. Zakonca sta se pred leti ločila.